# 角果藜属
角果藜属（学名：Ceratocarpus）是藜科下的一个属，为一年生草本植物。该属共有角果藤（Ceratocarpus arenarius）等数种，分布于欧洲东南部、小亚细亚和中亚等地。